# Кадирбекова Айгуль Кубентаївна
Айгуль Кубентаївна Кадирбекова (18 березня 1946, село Буран, тепер Мстиславського району Східноказахстанської області, Казахстан) — радянська казахська діячка, 1-й секретар Совєтського райкому КП Казахстану міста Алма-Ати. Член ЦК КПРС у 1990—1991 роках.

## Життєпис
З 1965 року працювала вчителькою школи робітничої молоді міста Аягуз Семипалатинської області.
У 1970 році закінчила Казахський державний університет імені Кірова, викладач російської мови та літератури.
У 1970—1972 роках — вчителька середньої школи села Узун-Агач Алма-Атинської області.
Член КПРС з 1972 року.
У 1972—1974 роках — секретар факультетського бюро, секретар комітету комсомолу Алма-Атинського педагогічного інституту іноземних мов.
У 1974—1977 роках — секретар Совєтського районного комітету ЛКСМ Казахстану міста Алма-Ати.
З 1977 по 1978 рік працювала інспектором Алма-Атинського міського відділу народної освіти.
У 1978—1980 роках — директор середньої школи № 39 міста Алма-Ати.
У 1980—1985 роках — голова Московського районного Комітету народного контролю міста Алма-Ати.
У 1985—1986 роках — 2-й секретар Калінінського районного комітету КП Казахстану міста Алма-Ати.
У 1986—1991 роках — 1-й секретар Совєтського районного комітету КП Казахстану міста Алма-Ати.
У 1989 році закінчила Академію суспільних наук при ЦК КПРС.
У 1990—1993 роках — голова Совєтської районної ради народних депутатів міста Алмати.
У 1993—1995 роках — референт, старший референт Апарату президента і Кабінету міністрів (Апарату Кабінету міністрів) Республіки Казахстан.
У 1995—2004 роках — консультант, завідувач сектору, головний експерт відділу державної служби і кадрової політики Апарату (Адміністрації) президента Республіки Казахстан.
З квітня 2004 року — на пенсії.